# Manenrat
De manenrat (Lophiomys imhausii) is een zoogdier uit de familie van de Muridae. De wetenschappelijke naam van de soort werd voor het eerst geldig gepubliceerd door Henri Milne-Edwards in 1867.

## Kenmerken
Het dier heeft op zijn rug een kam van lange haren, die overeind worden gezet bij dreigend gevaar, net als de gestreepte bunzing. Dit dier (dus niet de manenrat) verspreidt ter afschrikking van zijn vijanden een onwelriekende geur. Deze zelfverdedigingstactiek noemt men mimicry.

## Verspreiding en leefgebied
Dit dier komt voor in Afrika.
Deomyinae · Woestijnratten (Gerbillinae) · Leimacomyinae · Lophiomyinae · Muizen en ratten van de Oude Wereld (Murinae)